# David Aron

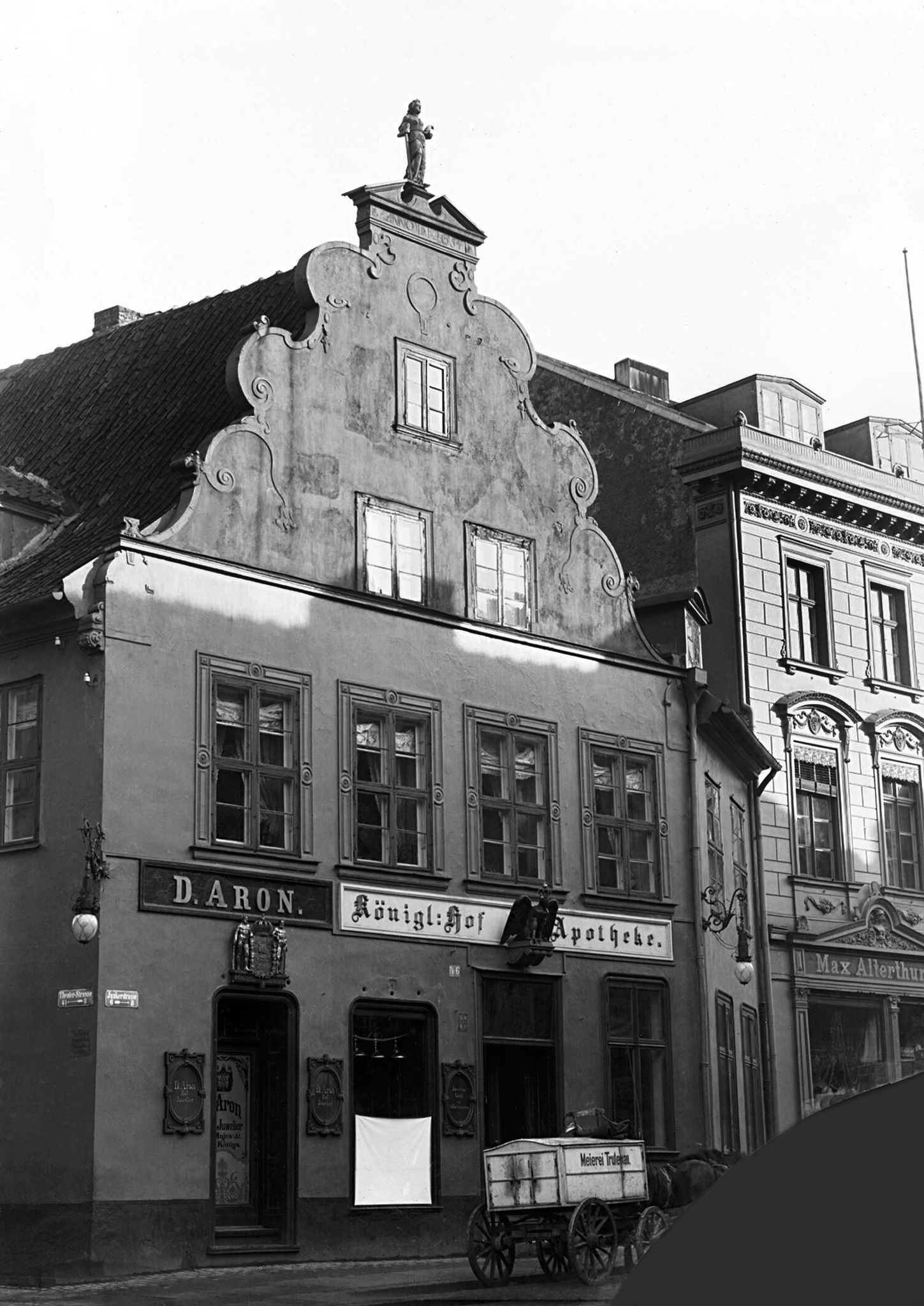
Ladengeschäft D. Aron in der Junkerstr. 6 in Königsberg (vor 1888)

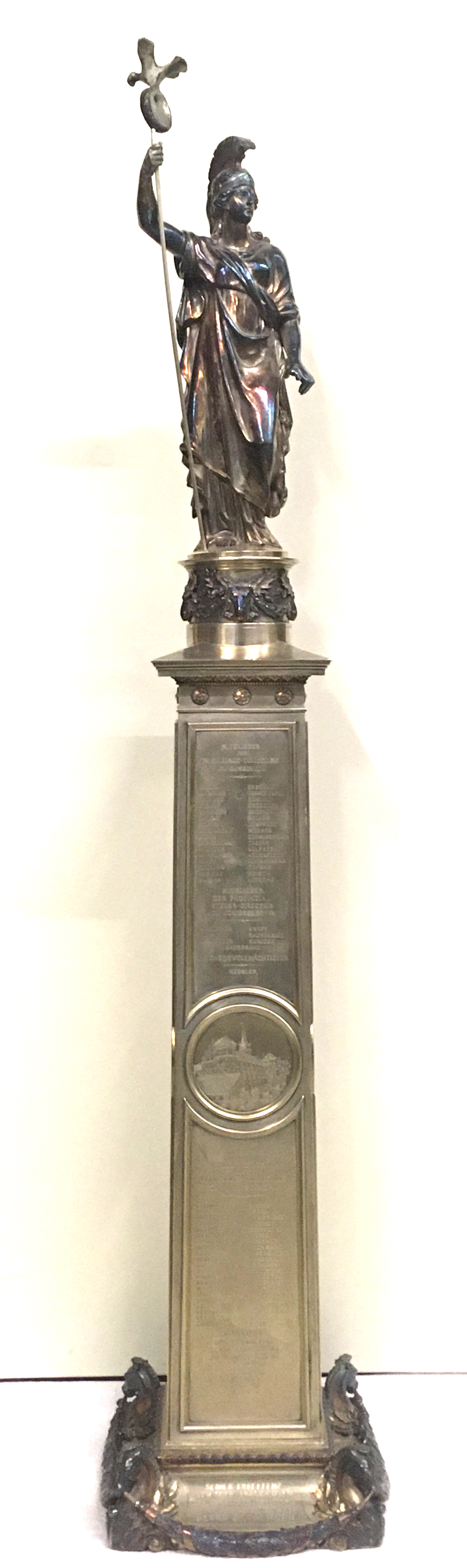
Die Silbersäule

David Aron (1821 in Ratzebuhr – 17. September 1896 in Königsberg (Preußen)) war ein deutscher Goldschmied und Juwelier.

## Leben
Es ist nicht bekannt, wo Aron seine Ausbildung erhielt. 1847 ließ er sich als Goldarbeiter in Königsberg nieder. 1850 heiratete er in Preußisch Holland Rosalie, geb. Albu. Seine Werkstatt wurde schnell erfolgreich. Als eine der ersten verband seine Werkstatt Bernstein und Silber in ihren Werkstücken. Sein ältester Sohn Ludwig Aron ist 1901 als Inhaber der angesehenen Juwelierfirma und Werkstatt genannt. 1913 ist Hans Aron Inhaber der weiterhin als D. Aron, Hofjuwelier firmierenden Werkstatt. Eine Publikation von 1922 hebt hervor: „Die altrenommierte, seit 75 Jahren bestehende Hofjuwelierfirma D. Aron hat als einzige Firma des Ostens sich als Aufgabe gemacht, den Bernstein in Verbindung mit silbernen Gerätschaften künstlerisch zu verwerten.“ Hans Aron war auch Vorsitzender der freien Vereinigung der Juweliere.
David Aron gehörte der Jüdischen Gemeinde Königsberg an und war Kurator der von Raphael Kosch gestifteten Dr. Kosch's Waisen-Erziehungsanstalt. Als Freimaurer war er Mitglied der Königsberger Loge Immanuel.

## Ehrungen
- Titel Hof-Juwelier

## Werke
- Silbersäule (Aron)